# Estação Rivas Futura
Rivas Futura é uma estação Linha 9 do Metro de Madrid (Espanha).
A estação entrou em operação em 11 de julho de 2008.